# Man Enters the Cosmos
Man Enters the Cosmos est une sculpture en bronze réalisée en 1980 par Henry Moore et située près du lac Michigan, à l'Adler Planetarium du museum Campus de Chicago. La sculpture est un cadran équatorial et commémore le programme d'exploration spatial.